# 呂柳仙
呂柳仙（1913年—1966年），字面又作呂柳先，原名呂石柳，台灣歌仔唱唸藝術工作者，台北縣（今新北市）人，師承自汪思明。
眼盲，善月琴自彈自唱和大管弦自拉自唱，1960年代錄製出版許多唸歌仔唱片，很有影響，張炫文編著的《台灣說唱音樂》專書選錄了他的《呂蒙正》和《青竹絲奇案》唱段。
陳兆南著有〈台灣歌仔呂柳仙的說唱藝術與文學〉論文，2003年發表。

## 《還願》
呂柳仙演唱之《十殿閻君》一曲，2019年時被赤燭遊戲使用於其遊戲作品《還願》中，作為遊戲片頭使用。

## 外部連結
- 台灣大百科-呂柳仙[永久]